# Abrodictyum angustimarginatum
Abrodictyum angustimarginatum är en hinnbräkenväxtart som först beskrevs av Roland Napoléon Bonaparte och som fick sitt nu gällande namn av Jacobus Petrus Roux.
Abrodictyum angustimarginatum ingår i släktet Abrodictyum och familjen Hymenophyllaceae. Inga underarter finns listade i Catalogue of Life.